# Synagoga w Rawiczu
Synagoga w Rawiczu – zbudowana w XIX wieku. Podczas II wojny światowej hitlerowcy zdewastowali i zniszczyli synagogę.

## Historia
Synagoga żydowska została zbudowana na placu położonym pomiędzy dzisiejszą ul. Kopernika i Plantami. Powstała w roku 1889 (wcześniej istniały w pobliżu inne synagogi), kosztem przeszło 80 000 marek niemieckich. Autorem projektu był wrocławski architekt Georg Böttger.  Kamień węgielny został wmurowany 22 maja 1888 roku, a 19 września 1889 roku poświęcono zbudowaną świątynię.  Synagoga była wykorzystywana przez Żydów do 1923 roku, gdy rozwiązano gminę żydowską. W kolejnych była użytkowana tylko podczas wielkich świąt.  
W latach 30. XX w. z synagogi korzystało Towarzystwo Czytelni Ludowych. Tuż przed wybuchem II wojny światowej rawicką synagogę zamieniono na kościół garnizonowy, ponieważ w mieście nie było już Żydów. 
W kwietniu 1941 roku obiekt został zburzony. Materiał wykorzystano do rozbudowy garaży Straży Pożarnej i utwardzenia nawierzchni plant w Rawiczu. Plac, który pozostał po zburzonej synagodze, był wykorzystywany na cele rozrywkowe (karuzele, cyrk), jako targowisko i  tor rowerowy. Obecnie zlokalizowano tam parking. W 2008 roku odkopano zachowane fragmenty fundamentów synagogi. Podczas wykładania placu betonowymi kostkami zarys dawnej synagogi zaznaczono ciemniejszym kolorem kostki.

## Opis
W zewnętrznej bryle tej budowli, jak również w wystroju wnętrza, można było dopatrzyć się wielu elementów architektonicznych rodem ze Wschodu. Świątynię nakrywała wielka wysoka na 30 metrów kopuła, zwieńczona Gwiazdą Dawida. Na zwróconej tradycyjnie w kierunku Jerozolimy, wschodniej, wewnętrznej ścianie usytuowano ozdobną szafę (aron ha - kodesz) do przechowywania Tory, a nad nią ciekawy witraż z symbolicznym przedstawieniem Tablicy z Dziesięciorgiem Przykazań. Wystroju dopełniały wielkie kandelabry w kształcie siedmioramiennych świeczników (menory). Budynek zbudowano z białej cegły. Świątynia mogła pomieścić 300 mężczyzn, a dla kobiet przygotowano miejsca w emporach wzdłuż trzech boków synagogi. Budynek miał centralne ogrzewanie.